# Cafè Majestic

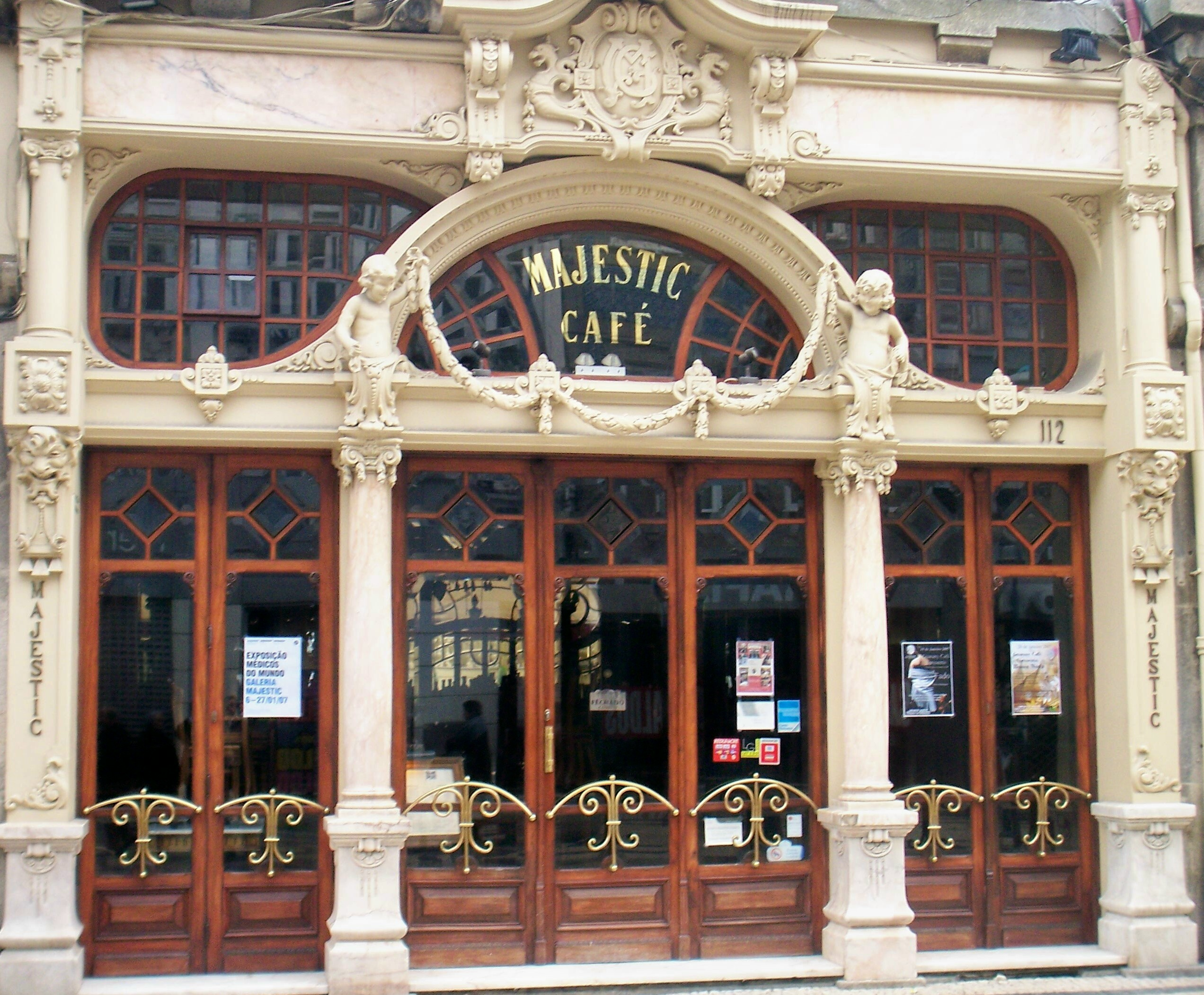
Portoː façana del Cafè Majestic

El cafè Majestic és un cafè que es troba a Porto (Portugal)
Es tracta d'un establiment emblemàtic, en la línia dels antics cafès parisencs i d'altres grans capitals europees com Roma, Viena o Budapest, què ha conservat pràcticament integra la decoració original d'estil Art Nouveau, com també el seu ambient.
Situat al cèntric carrer de Santa Caterina de Porto, va ser inaugurat l'any 1922. José Pinto de Oliveira va ser l'autor del projecte arquitectònic i la decoració.
Després d'un canvi en la propietat, l'any 1992 va tancar temporalment per a ser remodelat i va tornar a obrir dos anys més tard